# 普洛塞山
46°41′44″N 11°44′0″E / 46.69556°N 11.73333°E

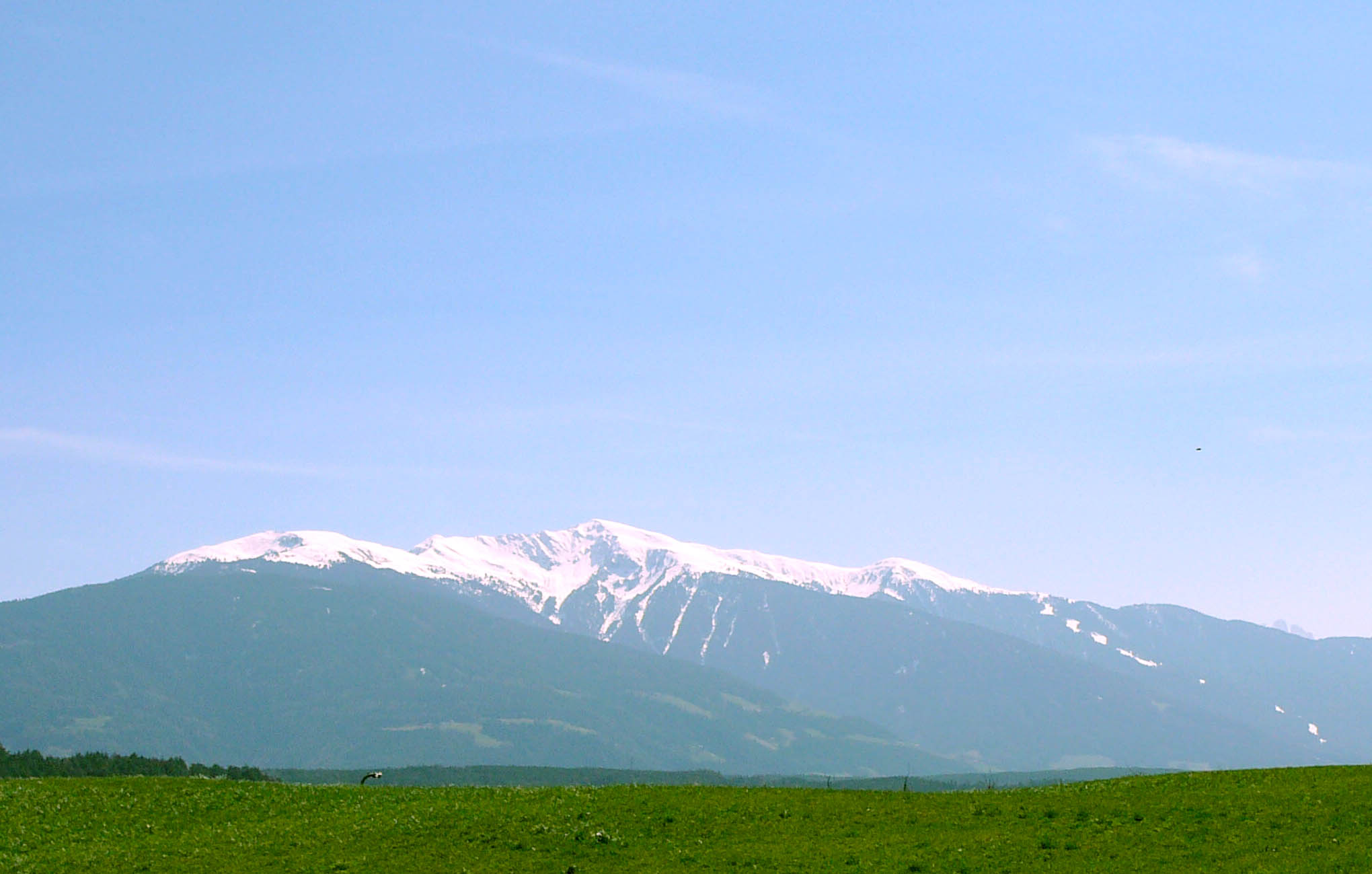

普洛塞山（義大利語：Plose），是意大利的山峰，位於該國東北部，由博爾扎諾-南蒂羅爾自治省負責管轄，處於布雷薩諾內附近，屬於多洛米蒂山的一部分，海拔高度2,562米。